# Стернопигові
Стернопигові (Sternopygidae) або скляні риби-ножі (англ. Glass Knifefishes) — родина прісноводних костистих риб ряду Гімнотоподібні (Gymnotiformes).
Поширені в Південній Америці та Панамі. Зустрічаються у водоймах усіх країн регіону, за винятком Чилі, але обмежені зоною вологої Неотропіки. Найбільше різноманіття спостерігається в басейні Амазонки.
Станом на грудень 2024 року родина Sternopygidae включала 62 види в 7 родах і 2 підродинах. Підродини і роди:
- Підродина Sternopyginae  Cope, 1871
  - Sternopygus  Müller & Troschel, 1846
- Підродина Eigenmanniinae  Mago-Leccia, 1978
  - Archolaemus  Korringa, 1970
  - Distocyclus  Mago-Leccia, 1978
  - Eigenmannia  Jordan & Evermann, 1896
  - Japigny  Meunier, Jégu & Keith, 2011
  - Rhabdolichops  Eigenmann & Allen, 1942
  - Rhinosternarchus  Dutra, Peixoto, Abrahão, Wosiacki, Menezes & de Santana, 2021

Єдиний відомий викопний вид гімнотоподібних †Humboldtichthys kirschbaumi (раніше †Ellisella kirschbaumi) з доби пізнього міоцену Болівії належить саме до родини Sternopygidae.
Стернопигові — риби середнього або великого розміру, виявляють значні відмінності в розмірах дорослої особини: від 12 см у Eigenmannia vicentespelaea до 140 см у Sternopygus macrurus. Тіло видовжене, стиснуте з боків, дуже довгий анальний плавець, хвостовий та спинний плавці відсутні. Морда відносно коротка, очі доволі великі, кілька рядів дрібних ворсинчастих зубів розташовано на верхній і нижній щелепах.
Мають електричний орган.
Багато видів прозорі, наприклад, представники родів Eigenmannia, Rhabdolichops.
Екологія та спосіб життя стернопигових вивчені погано. Водяться в різноманітних водоймах, включаючи заплави. Багато представників родини харчується дрібними безхребетними, вишукують їх серед бентосу або коріння водних рослин. Види роду Rhabdolichops планктоноїдні, харчуються личинками комах і ракоподібними. Eigenmannia vicentespelaea з Бразилії є єдиним печерним видом гімнотоподібних риб.
Існує незначна експлуатація різних видів стернопигових людиною. Зазвичай цих риб не вживають у їжу, але деякі великі (40–60 см) екземпляри річкових видів Sternopygus іноді ловлять на гачок. Окремі види тримають в акваріумах.